# Ferie
Le  ferie, nel diritto del lavoro, sono giornate di astensione dal lavoro e sono riconosciute come diritto a un lavoratore dipendente.
Le prescrizioni normative a tal proposito previste da più ordinamenti, si rivolgono generalmente soltanto alla categoria dei lavoratori dipendenti, non ai lavoratori autonomi né ai liberi professionisti, né agli stagisti.

## Caratteri generali
| Paese       | Ferie pagate garantite in costituzione (settimana lavorativa da 5 giorni) |
| ----------- | ------------------------------------------------------------------------- |
| Regno Unito | 28 (20 giorni lavorativi + 8 festivita' pubbliche)                        |
| Austria     | 25                                                                        |
| Danimarca   | 25                                                                        |
| Francia     | 25                                                                        |
| Svezia      | 25                                                                        |
| Finlandia   | 20                                                                        |
| Germania    | 20                                                                        |
| Italia      | 20                                                                        |
| Paesi Bassi | 20                                                                        |
| Belgio      | 20                                                                        |
| Canada      | 10                                                                        |
| Giappone    | 10                                                                        |
| Stati Uniti | 0                                                                         |
| [ 1 ]       |                                                                           |

Per i lavoratori dipendenti di ogni professione e tipologia contrattuale, le ferie sono giornate di non lavoro, pagate per diritto al 100% del salario giornaliero lavorativo e quantificate annualmente per norma o contratto.
La durata minima delle ferie, quando garantita dalla Costituzione (come in molti stati), è fruibile anche se il contratto di lavoro non lo specifica (la Costituzione è una fonte del diritto di ordine superiore a un contratto di lavoro e dunque prevalente).

## Nel mondo

### Europa
La Direttiva 2003/88/CE dispone che (capo II, art. 7):
1. "Gli Stati membri prendono le misure necessarie affinché ogni lavoratore benefici di ferie annuali retribuite di almeno 4 settimane, secondo le condizioni di ottenimento e di concessione previste dalle legislazioni e/o prassi nazionali.
2. Il periodo minimo di ferie annuali retribuite non può essere sostituito da un'indennità finanziaria, salvo in caso di fine del rapporto di lavoro".

Il limite non è derogabile, fatto salvo un periodo transitorio massimo di 3 anni a decorrere dal 1996, in cui il periodo di ferie fruite e retribuite può essere pari a 3 settimane (art. 22).

#### Italia

Carlo Gaudenzio Madruzzo, Riforma et regolatione nuova delle ferie et vacanze annuali che per l'avvenire s'haveranno da osservare nelli auditori della città di Trento, 1609

La Costituzione italiana stabilisce che ogni lavoratore ha diritto personale e inalienabile a un periodo di ferie al quale non può rinunciare e di cui deve fruire (art. 36). La Costituzione non specifica la durata minima di tale periodo (né nel testo originale né nelle successive integrazioni).
La norma principale in tema fu per molto tempo l'art. 2109 c.c. ("periodo di riposo") che recita:
2. Ha anche diritto dopo un anno d'ininterrotto servizio a un periodo annuale di ferie retribuito, possibilmente continuativo, nel tempo che l'imprenditore stabilisce, tenuto conto delle esigenze dell'impresa e degli interessi del prestatore di lavoro. La durata
di tale periodo è stabilita dalla legge, dalle norme corporative e dagli usi o secondo equità.»
Un minimo di 28 giorni, recepito da tutti i contratti collettivi, è stato introdotto dal d.lgs.8 aprile 2003 n. 66 e dalla circolare del ministero del lavoro n.8 del 2005.
Ai sensi dell'art.10 del decreto legislativo 19 luglio 2004 n. 21, il prestatore di lavoro ha diritto a un periodo di ferie retribuite non inferiore a 4 settimane, che non possono essere liquidate in economico.
Per i giorni restanti, se non vengono concesse le ferie al lavoratore, questi ha diritto che gli vengano retribuite. I Contratti collettivi nazionali di lavoro di categoria possono aumentare le ferie cui ha annualmente diritto il lavoratore.
La normativa prevede, inoltre, che, pur essendo un diritto del lavoratore, le ferie devono essere concordate con il datore di lavoro, tenendo conto tanto delle esigenze dell’impresa, quanto degli interessi del lavoratore stesso.
Secondo parte della dottrina giuslavorista, tali benefici dovrebbero essere estesi anche ai lavoratori autonomi o liberi professionisti, mettendo a carico della previdenza sociale anche il periodo di ferie del lavoratore autonomo, definendone limiti e benefici, per garantire la salute del lavoratore stesso, i periodi di gravidanza, e più in generale il sistema social-lavorativo del paese.
Con legge delega n. 183/2014 (art. 9, comma e), è consentito cedere ad altro lavoratore dipendente (genitore di minore diversamente abile) e dello stesso datore, i giorni di riposo aggiuntivi, che spettano ed eccedono il diritto al riposo settimanale e alle ferie annuali retribuite.
Per quanto concerne le ferie non godute, l'indennità relativa non può essere tassata per la sua natura risarcitoria di un diritto (alle ferie) non goduto. Allo stesso tempo, quando godute, le ferie sono un diritto non materiale (e non monetario) che non può generare reddito e tassazione. Le ferie sono un diritto non monetario, che non genera lucro, il cui mancato godimento non genera lucro cessante (risarcimento danni tassabile).
L'indennità per ferie non godute, per quanto monetizzi e risarcisca il lavoratore con una cifra proporzionata, resta comunque un risarcimento parziale in quanto non equivale all'effettivo godimento del diritto.
L'idennità spetta anche quando le ferie non siano godute senza responsabilità del datore di lavoro. Il diritto all'indennizzo non spetta se il lavoratore ha disatteso la specifica offerta della fruizione del periodo di ferie da parte del datore di lavoro. L'aspetto è oggetto di contrasto giurisprudenziale qualora sia paventata dal datore prima della fruizione delle ferie, anche indirettamente o in modo non circostanziato, la possibilità di un demansionamento, trasferimento di sede, riduzione dell'orario di lavoro o licenziamento, poiché tale condizione di stress compromette la funzione di riposo e svago, e di recupero delle energie psico-fisiche, e in definitiva il diritto al pieno e reale godimento delle ferie.
L'indennità spetta alla cessazione del rapporto di lavoro, ovvero dopo 10 anni. Il lavoratore ha diritto a chiedere la monetizzazione delle ferie e riposi settimanali non goduti, anche con riferimento agli anni passati, non in costanza di rapporto, ma sorge alla cessazione dello stesso. Tuttavia, è di 10 anni il termine di prescrizione generico (ed è il più esteso) per far valere il diritto al risarcimento del danno, sia per lucro cessante che per danno emergente: se il rapporto di lavoro non cessa prima dei 10 anni, il lavoratore è di fatto privato del diritto a chiedere l'indennizzo delle ferie non godute.